# Batur
Gunung Batur – czynny wulkan na wyspie Bali w Indonezji; zaliczany do stratowulkanów. 
Wysokość 1717 m n.p.m.; jego kaldera zewnętrzna o wymiarach 10 × 13,5 km, uformowana podczas erupcji sprzed ok. 29 300 lat, zawiera wielkie jezioro; kaldera wewnętrzna o wymiarach 6,4 × 9,4 km powstała ok. 20 150 lat temu.
Pierwsza historyczna erupcja w 1804 r., ostatnia w 2000.

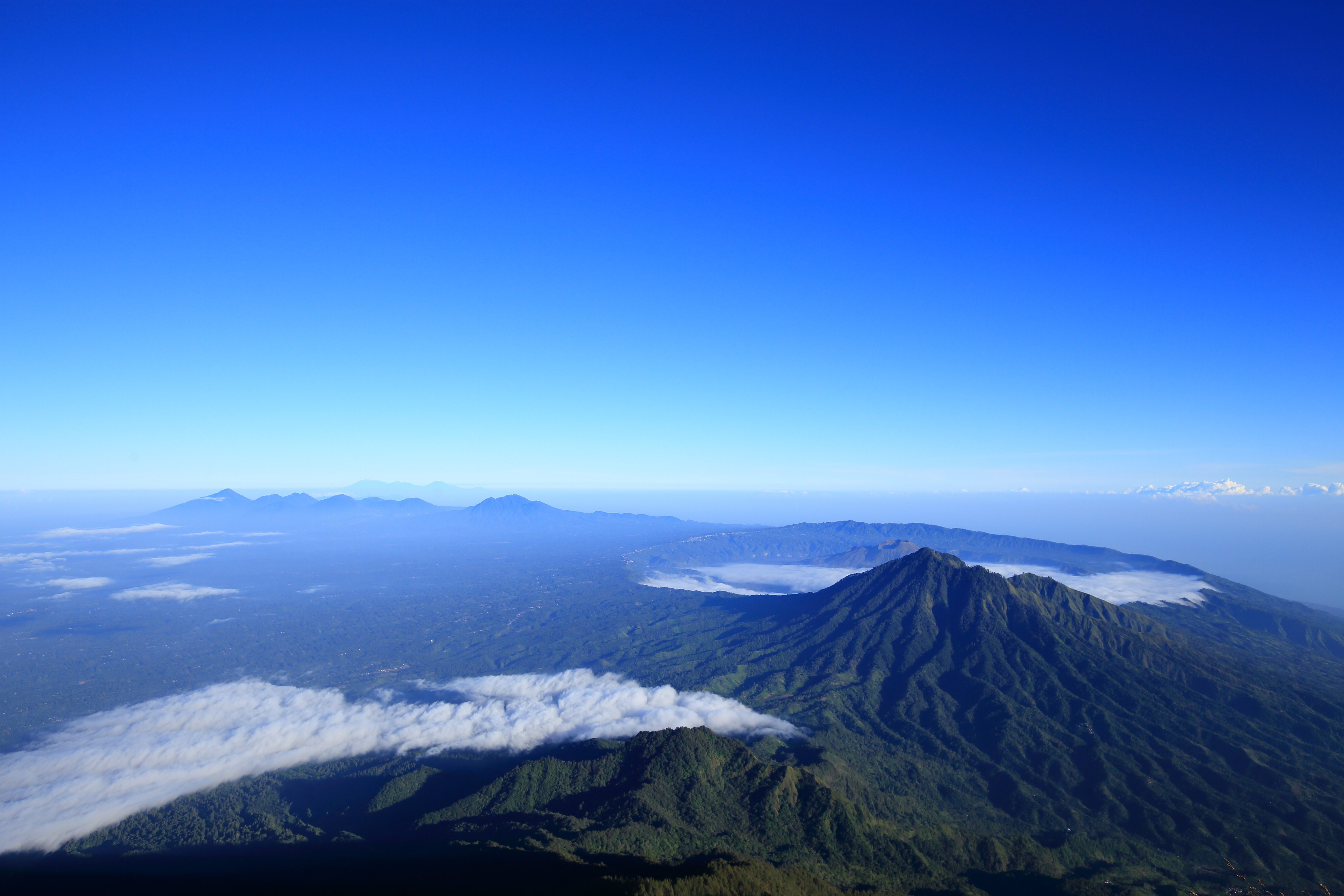
Batur z wulkanu Agung